# Grandpuits-Bailly-Carrois
Grandpuits-Bailly-Carrois település Franciaországban, Seine-et-Marne megyében. Lakosainak száma 1014 fő (2022. január 1.). Grandpuits-Bailly-Carrois Quiers, Fontenailles, Nangis, Saint-Ouen-en-Brie, Aubepierre-Ozouer-le-Repos, Clos-Fontaine és La Croix-en-Brie községekkel határos.

## Népesség
A település népességének változása:
| Lakosok száma | 1015 | 1018 | 1029 | 1028 | 1025 | 1025 | 1015 | 1014 | 1014 |
|               | 2013 | 2015 | 2016 | 2017 | 2018 | 2019 | 2020 | 2021 | 2022 |